# Tramwaje w Strasburgu

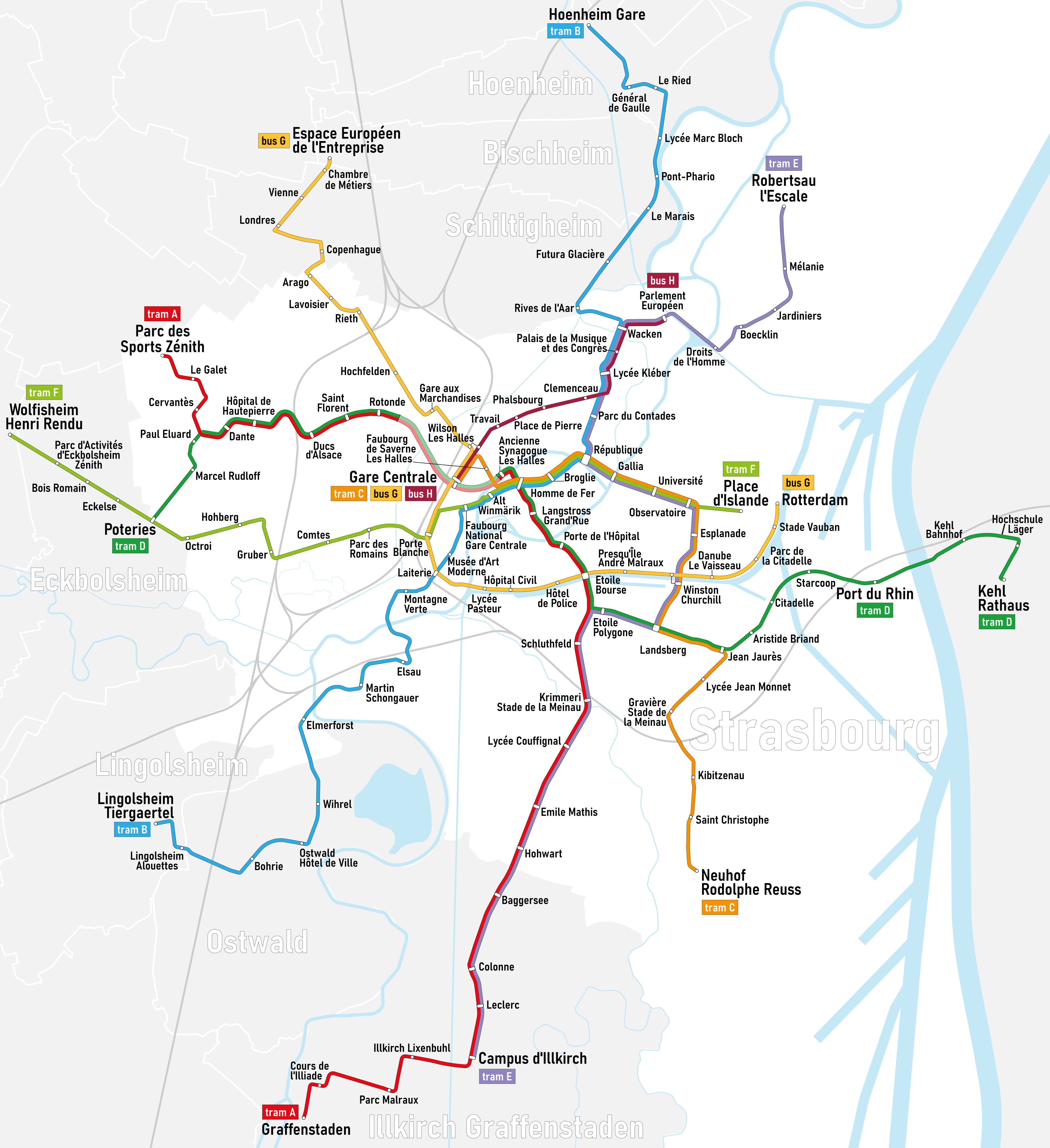

Tramwaje w Strasburgu (fr. Tramway de Strasbourg) – system komunikacji tramwajowej działający w Strasburgu we Francji.

## Historia
Początki komunikacji miejskiej w Strasburgu sięgają 1878, kiedy to na terenie miasta funkcjonowała sieć tramwajów konnych (z zastosowaniem lokomotyw parowych na liniach podmiejskich). W 1894 uruchomiono pierwszy tramwaj elektryczny. Po powrocie Alzacji do Francji połowa sieci pozostała w Niemczech i sieć stała się międzynarodowa. Ten system działał aż do 1960.
W związku z rozwojem miasta, także związanym z istnieniem tu instytucji Unii Europejskiej stwierdzono, że konieczny jest rozwój transportu publicznego. Początkowo był sugerowany system metra automatycznego VAL (véhicule automatique lèger – lekki pojazd automatyczny), od niedawna funkcjonujący w Lille. Spotkało się to ze sprzeciwem mieszkańców obawiających się o ewentualne zwiększenie swoich podatków. Powołany komitet protestacyjny doprowadził do stwierdzenia, że system VAL jest za drogi dla miasta tej wielkości.
Ponieważ w tym czasie we Francji renesans przeżywał tramwaj (Nantes, Grenoble, Saint-Denis/Bobigny w aglomeracji paryskiej), wybrano system tramwajowy.
Produkcję wagonów, będących pierwszymi o całkowicie płaskiej podłodze, zlecono firmie ABB (mimo dominacji w tej dziedzinie alzackiej firmy Alstom). Produkcja elementów była prowadzona w różnych krajach europejskich, w tym w Łodzi (przetwornice). W konstrukcji zrezygnowano z tradycyjnego układu pudło-wózek ze sztywnymi osiami zestawów. Zastosowano krótkie człony napędne i sterownicze z silnikami chłodzonymi wodą, na których zostały zawieszone człony dłuższe (lektyki). To rewolucyjne rozwiązanie, obecnie powszechne (stosowane również w polskich tramwajach Pesa), spowodowało polepszenie warunków ruchowych i ograniczenie skrajni.
Pierwsza linia przebiegła na trasie Hautpierre>Illkirch-Graffenstaden. Pierwszy etap był zakończony na rondzie Baggersee, na granicy Illkirch. Centralny punkt zaprojektowano na placu Homme de fer, w bezpośredniej bliskości placu Klébera.
Miasto Strasburg uczestniczyło czynnie w promocji nowego środka transportu, m.in. w listopadzie 1993 na placu Klébera eksponowano model w skali 1:1, którego zdjęcie znalazło się na okładce Strasbourg Magazine – lokalnego pisma. Obecnie stosuje się np. hasło propagandowe „tramwaj upiększa miasto”.
Istniejącą zajezdnię Cronenbourg, użytkowaną przez autobusy (operator Compagnie des Transports Strasbourgois), zaadaptowano do obsługiwania także tramwajów.
Linie oznaczono literami A–F.

## Dane techniczne wagonu
- długość całkowita – 33,10 m /43 m / 45 m
- szerokość – 2,40 m
- wysokość na nowych kołach – 3,10 m
- masa własna – 29,15 t
- liczba miejsc siedzących – 66
- maksymalna liczba pasażerów – 290 (6 os./m²)
- prędkość maksymalna – 60 km/h
- napięcie – 750 V

## Zajezdnie
- Unité de Production Cronenbourg
- Unité de Production Elsau
- Unité de Production Kibitzenau